# Lotus anthylloides
Lotus anthylloides är en ärtväxtart som beskrevs av Étienne Pierre Ventenat. Lotus anthylloides ingår i släktet käringtänder, och familjen ärtväxter. Inga underarter finns listade i Catalogue of Life.